# Ambroise Davost
Pour les articles homonymes, voir Davost.
Ambroise Davost, né le 13 novembre 1586 à Laval (Maine) et mort en mer le 27 septembre 1643, est un prêtre, jésuite et missionnaire.

## Biographie
Ambroise Davost naît le 13 novembre 1586  à Laval. Fait jésuite le 14 octobre 1611 à Rouen, il étudie surtout à Bourges. Traversant l'océan avec le père Antoine Daniel, il arrive à Tadoussac le 4 juin 1633. Il l'accompagne à la mission des Hurons dans l'année 1634. Il revient à Trois-Rivières en septembre 1636. Après dix années passées dans l'exercice d'un ministère des plus pénibles au Canada, infirme et âgé, il meurt en mer le 27 septembre 1643 d'une fièvre scorbutique lors d'un voyage vers la France.

## Hommage
Un canton inhabité du Nord-du-Québec porte son nom.